# Вирџинија Вулф
Вирџинија Вулф (енгл. Virginia Woolf; Лондон, 25. јануар 1882 – река Уз код Родмела, 28. март 1941) била је енглеска књижевница, један од кључних аутора наративног модернизма и оснивач феминистичке књижевне критике.
Рођена у веома имућној породици у у Јужном Кенсингтону, Лондон, као седмо дете Џулије Принсеп Џексон и Лесли Стивен у мешаној осмочланој породици која је укључивала модернистичку сликарку Ванесу Бел. Од малих ногу је учила енглеске класике и викторијанску књижевност. Од 1897. до 1901. похађала је женски одсек Кингс колеџа у Лондону, где је студирала класику и историју и где је дошла у контакт са раним реформаторима високог образовања жена и покретом за права жена.
Подстакнута ставом свога оца, Вулф је почела да пише 1900. Након смрти оца 1904. године, породица Стивен се преселила из Кенсингтона у уметнички боемски Блумсбери, где су, у сарадњи са интелектуалним пријатељима, формирали уметничку и књижевну Блумсбери групу. Године 1912. удала се за Леонарда Вулфа, а 1917. пар је основао Hogarth Press, који је издао већи део њених књига. Изнајмили су кућу у Сасексу и касније су се ту трајно преселили 1940. Вулф је имала романтичне односе са женама. Једна љубавница била је Витa Саквил-Вест, чије је књиге Вулф објавила у оквиру Hogarth Press. Дела обе књижвенице инспирисане су њиховом везом, која је трајала до смрти Вулфове.
Током међуратног периода, Вулф је била важан део лондонског књижевног и уметничког друштва. Године 1915. објавила је свој први роман, The Voyage Out, преко издавачке куће свог полубрата, Gerald Duckworth and Company. Њена најпознатија дела укључују романе Госпођа Даловеј (1925), Ка светионику (1927) и Орландо (1928). Позната је и по својим есејима, као што је Сопствена соба (1929). Вулф је постала једна од централних тема покрета феминистичке критике 1970-их. Њени радови, преведени на више од 50 језика, привукли су пажњу и распрострањене коментаре за инспирацију феминизма. Њеном животу и раду посвећено је велико писање. Била је тема драма, романа и филмова. Вулф је обележена статуама, друштвима посвећеним њеном раду и зградом на Универзитету у Лондону. Током свог живота, Вулф се мучила са менталним поремећејима. Неколико пута је била институционализована и најмање два пута је покушала самоубиство. Према Далсимеру (2004), њену болест карактеришу симптоми који ће касније бити дијагностиковани као биполарни поремећај, за који није било ефикасног лечења током њеног живота. Године 1941, у доби од 59 година, Вулф је извршила самоубиство удавивши се у ријеци Оз.

## Биографија
Рођену у угледној викторијанској интелектуалистички настројеној породици Степхен, Аделаиду Вирџинију Стивен одгајали су углавном приватни учитељи. Након смрти оца Леслија Стивена, познатог књижевног критичара и издавача, одселила се са сестром Ванесом у Блумзбури, подручје средњег Лондона, које је током времена (а највише у међуратном периоду) постало окупљалиште једног слоја британске интелигенције. Године 1912. Вирџинија се удала за издавача, писца и друштвеног активисту Леонарда Вулфа. Ускоро је објавила свој први роман, „The Voyage Out“, 1915, који није донео већи креативни пробој, али је поставио неке од њених доминантних тема и видова израза: лирски приступ збиљи и интроспекцију у анализи флуктуирајућих стања људске (посебно женске) психе. Отприлике из тога доба датирају први снажнији живчани сломови и напади дубоког психичког раскола који су је пратили до краја живота и који су били и узрок њеног самоубиства. Као вид радне терапије Вирџинија Вулф и њен супруг оснивају „Хогарт прес“, независно издавачко удружење која је требало да служи афирмацији авангардних и маргинализованих писаца.
После још два романа („Ноћ и дан“, 1919. и „Јаковљева соба“, 1922), уследила су велика остварења књижевног модернизма: романи „Госпођа Даловеј“ (1925), „Ка светионику“ (1927) и „Таласи“ (1931), те збирке есеја и књижевних критика, „Сопствена соба“ (1929) и „Три гвинеје“ (1938). Занимљиво је да је Вирџинија Вулф све своје књиге написала стојећи.
Њени романи су високо експериментални: на више места радња, која је често свакодневна и уобичајена, растаче се у свести (женских) протагониста; снажан лиризам и језична виртуозност стварају утисак света пребогатог визуелним и другим сензорним асоцијацијама, као и сензибилне ликове уроњене у непрестано преиспитивање смисла властитих доживљаја и самог постојања. По опредељењу мешавина епикурејског материјалисте и бергсоновског идеалисте, као и естета на трагу Волтера Патера - Вирџинија Вулф у својим романима је креирала свет углавном ограничен на интелектуализовану енглеску вишу средњу класу, али универзалан по досегу за пажљивијег читатеља. Сама радња је често банална: госпођа Деловеј спрема забаву и седељку, а читава радња се врти око тог догађаја; у роману „Ка светионику“ је описан излет гђе Ремзи с бројном породицом, као и креативни напор сликарке Лили Бриско; „Таласи“ су збирка лирских солилоквијума шесторо пријатеља. Песнички рецитали претварају тај роман у нешто налик на поему у прози.
Збирке критика и есеја Вулфове су још утицајније, бар од 1970-их година. У њима је засновала феминистичку књижевну критику, а тон у њима варира: с једне стране се појављују, фактографски заснована, истицања запостављености жена и њихове онемогућености у уметничко-креативним процесима; с друге стране Вулфова је инсистирала да је „женска“, као и „мушка“ уметност заправо андрогина, па је слобода изражаја женског искуства и перцепције света маргинална: прави уметник надраста пол. Овде је Вирџинија Вулф показала мешавину зреле критичности и наивности: изразито маскулини аутори као Мелвил или Фокнер тешко да се могу утрпати у кош двополног погледа. С друге стране, Вирџинија Вулф је сјајно рашчланила и илустровала историјску датост „женске судбине“ која је многе потенцијалне креативне личности осудила на скучену и само делимично остварену егзистенцију.
Њен познији рад укључује конвенционалнији роман „Године“, 1937. (не баш успело дело), те последње велико остварење, роман „Између чинова“, 1941. године. Опет снажно експерименталну прозу у којој су сажете опсесивне теме: рекреација света кроз високо метафоризован језик; сексуална амбиваленција и, најважније - медитација о протоку времена и живота, отеловљена у фикционализованом и естетизованом приказу скоро целе енглеске историје. Мучена нападима душевне болести (слушне и визуелне халуцинације, дубока депресија), који су још појачани избијањем Другог светског рата, Вирџинија Вулф извршила је самоубиство утапањем у реци Уз, крај имања у Родмелу у Сасексу.
Оцена дела Вирџиније Вулф није лака због више чинилаца, а најважнији су политички и друштвени: њени су романи и критички текстови доживели снажно оспоравање после рата, па је била жестоко критикована као снобовска плава чарапа, а њен фикционални свет као средство задовољавања сопствене егоцентричне сензибилности без већег општељудског значаја. Клатно се зањихало у супротном смеру у 70-има, када је на таласу феминизма поново потврђена као велика књижевница, но углавном као претеча феминистичке идеологије. После свих порицања и уздизања, изгледа да је постигнут какав-такав консензус: Вирџинија Вулф није међу највећима, али је свакако један од великих иновативних писаца 20. века, досега остварења већег од, рецимо, Хемингвеја или Пастернака (уз напомену да су свака оваква упоређења нужно спорна). Као „најенглескији“ енглески модерни писац, оставила је неспорна ремек-дела у неколико романа, две или три књиге критика и есеја, те у великом дневнику („Дневници“, издато 1977 — 1984. у 5 свезака).
Новија читања дела Вирџиније Вулф фокусирају се на феминистичке и лезбејске теме у њеним делима, као што је зборник есеја из 1997. године Вирџинија Вулф: лезбејско читање.

## Ставови
Током свог живота, Вулф је била отворена о многим темама које су се сматрале контроверзним, од којих се неке сада сматрају прогресивним, а друге регресивним.  Била је ватрена феминисткиња у време када су женска права била једва призната, и антиколонијалисткиња, антиимперијалисткиња и пацифиста када је шовинизам био популаран. Са друге стране, критикована је због погледа на класу и расу у својим приватним списима и објављеним радовима. Као и многи њени савременици, нека од њених писања сада се сматрају увредљивим. Као резултат тога, сматра се поларизирајућом, револуционарном феминисткињом и социјалистичком херојем или преносиоцем говора мржње.
Вулф је била критичарка хришћанства. У писму Етел Смит, она је оштро осудила религију, сматрајући је самоправедним „егоизмом“ и наводећи „мој Јеврејин [Леонард] има више религије у једном нокту на нози — више људске љубави, у једној власи“. Вулфова је у приватним писмима изјавила да себе сматра атеистом.
Хермиона Ли цитира бројне одломке из Вулфових списа које би многи, укључујући Лија, сматрали увредљивим, а ове критике се могу пратити све до оних Виндема Луиса и К. Д. Ливиса из 1920-их и 1930-их. Други аутори дају нијансираније контекстуалне интерпретације и наглашавају сложеност њеног карактера и очигледне инхерентне контрадикције у анализи њених очигледних карактерних мана. Она би свакако могла бити непристојна, груба, па чак и окрутна у свом опхођењу са другим ауторима, преводиоцима и биографима, као што је њен третман према Рут Грубер. Неки аутори, укључујући Дејвида Даичеса, Бренду Силвер Алисон Лајт и друге постколонијалне феминисткиње, одбацују је (и модернистичке ауторе уопште) као привилеговану, елитистичку, класистичку, расистичку и антисемитску.
Њени тенденциозни изрази, укључујући предрасуде према особама са инвалидитетом, често су били тема академске критике.
Често је оптуживана за антисемитизам, Вулфов третман јудаизма и Јевреја далеко је од једноставног. Била је срећно удата за нерелигиозног Јеврејина (Леонард Вулф) који није имао никакве везе са својим народом нити познавао његов народ, док је она генерално карактерисала јеврејске ликове негативним стереотипима. На пример, описала је неке од јеврејских ликова у свом делу у терминима који сугеришу да су физички одбојни или прљави. С друге стране, могла је да критикује своје ставове: „Како сам мрзела да се удам за Јеврејина – како сам мрзела њихове назалне гласове и њихов оријентални накит, и њихове носове и њихове плетенице – какав сам сноб била: јер они имају огромну виталност, и мислим да ми се тај квалитет највише свиђа“. Ови ставови су конструисани да одражавају не толико антисемитизам, колико друштвени статус; удала се ван свог друштвеног слоја. Леонарду, „безгрешном Јеврејину из Путнија“, недостајао је материјални статус Стивена и њиховог круга.
Док је путовала на крстарење у Португал, протестовала је због виђања „великог броја португалских Јевреја на броду и других одбојних ствари, али их се држимо подаље“.  Штавише, написала је у свом дневнику: „Не волим јеврејски глас; не волим јеврејски смех“. Њена кратка прича из 1938, написана за време Хитлерове владавине, Duchess and the Jewelle (првобитно названа The Duchess and the Jew) сматра се антисемитском.
Појединци сматрају да су Вулф и њен супруг Леонард презирили и плашили се растућег фашизма и антисемитизма 1930-их. Њена књига Three Guineas из 1938. била је оптужница против фашизма и онога што је Вулф описао као понављајућу склоност патријархалних друштава да насиљем намећу репресивне друштвене обичаје. Па ипак, њена прича из 1938. The Duchess and the Jeweler била је толико изразито негативна у приказу Јевреја да је она била замењена да је измени пре објављивања. Невољно је пристала на промене приче.
Блумсбери група је имала веома прогресивне ставове у вези са сексуалношћу и одбацивала је строгу строгост викторијанског друштва. Већина чланова били су хомосексуалци или бисексуалци.
Вулф је имао неколико афера са женама, од којих је најистакнутија била са Витом Саквил-Вест. Две жене су развиле дубоку везу; Вита је вероватно била једна од ретких особа у одраслом животу Вирџиније са којима је била заиста блиска.

## Наслеђе
Вирџинија Вулф је позната по својим доприносима књижевности 20. века као и есејима те по ути
цају који је имала на књижевну, посебно феминистичку критику. Бројни аутори су изјавили да је њихово стваралаштво било под утицајем Вирџиније Вулф, укључујући Маргарет Атвуд, Мајкла Канингема, Габријела Гарсија Маркеза, и Тонија Морисона. Њена култна слика је тренутно препознатљива од Бересфордовог портрета у којој је имала двадесет година (на врху ове странице) до портрета Бека и Мекгрегора у хаљини њене мајке у Вогуеу у 44 (погледајте слику) или Мен Рејова насловна страна часописа Time.  Национална галерија портрета у Лондону продаје више разгледница са ликом Вирџине Вулф него разгледница било које друге особе. Њен лик је свеприсутан и може се наћи на производима у распону од кухињских крпа до мајица.
Вирџинија Вулф и њено дело се изучавају широм света, постоје организацијаме које су јој посвећене, као што су Друштво Вирџиније Вулф Велике Британије и Јапанско друштво Вирџинија Вулф. Поред тога, фондови — као што је Asham Trust — охрабрују писце у њену част. Иако није имала потомке, значајан је известан број њене шире породице.
Године 2013., Вулф је почаствовао њен алма матер Краљевски колеџа у Лондону, отварањем зграде Вирџиније Вулф на Кингсвеју, са плочом у знак сећања на њено време и њен допринос (види слику), заједно са овом изложбом приказујући је уз цитат „London itself perpetually attracts, stimulates, gives me a play & a story & a poem“ из њеног дневника из 1926.  Бисте Вирџиније Вулф постављене су у њеној кући у Родмелу у Сасексу и на тргу Тависток у Лондону где је живела између 1924. и 1939. године.
Године 2014. била је један од инаугурационих добитника у Хонор Валк-у, стази славних у кварту Кастро у Сан Франциску, где се укључују ЛГБТ+ људе који су „дали значајан допринос у својим областима рада“.
Woolf Works, женски коворкинг простор у Сингапуру, отворен је 2014. године и добио је име по њој у част есеја A Room of One's Own; такође има много других ствари названих по њему (погледајте чланак есеја). Aurora Metro Arts and Media t је 2018. покренула кампању за подизање статуе Вулф у Ричмонду, где је живела 10 година. Статуа је приказује на клупи са погледом на реку Темзу. У новембру 2022. откривена је статуа коју је направио вајар Лори Дизенгремел. То је прва статуа Вирџиније Вулф у природној величини.

## Дела

#### Романи
- Woolf, Virginia (2017). The voyage out. FV Éditions. ISBN 979-10-299-0459-2. Архивирано из оригинала 12. 6. 2020. г. Приступљено 24. 2. 2018. Непознати параметар |orig-date= игнорисан (помоћ) see also The Voyage Out & „Complete text”. Архивирано из оригинала 29. 07. 2018. г. Приступљено 04. 12. 2023.
- — (2004). Night and Day. 1st World Publishing. ISBN 978-1-59540-530-2. Архивирано из оригинала 12. 6. 2020. г. Приступљено 11. 4. 2018. Непознати параметар |orig-date= игнорисан (помоћ) see also Night and Day & „Complete text”. Архивирано из оригинала 29. 08. 2017. г. Приступљено 04. 12. 2023.
- — (2015). Jacob's Room. Mondial. ISBN 978-1-59569-114-9. Архивирано из оригинала 11. 6. 2020. г. Приступљено 28. 2. 2018. Непознати параметар |orig-date= игнорисан (помоћ) see also Jacob's Room & „Complete text”. Архивирано из оригинала 01. 03. 2018. г. Приступљено 04. 12. 2023.
- — (2012). Mrs. Dalloway. Broadview Press. ISBN 978-1-55111-723-2. Архивирано из оригинала 11. 6. 2020. г. Приступљено 1. 3. 2018. Непознати параметар |orig-date= игнорисан (помоћ) see also Mrs Dalloway & „Complete text”. Архивирано из оригинала 01. 03. 2018. г. Приступљено 04. 12. 2023.
- — (2004). To the Lighthouse. Collector's Library. ISBN 978-1-904633-49-5. Архивирано из оригинала 12. 6. 2020. г. Приступљено 23. 2. 2018. Непознати параметар |orig-date= игнорисан (помоћ) see also To the Lighthouse & Complete text, also „Texts at Woolf Online”. Архивирано из оригинала 18. 08. 2021. г. Приступљено 04. 12. 2023.
- — (2006).  DiBattista, Maria, ур. Orlando (Annotated): A Biography. HMH. ISBN 978-0-547-54316-1. Непознати параметар |orig-date= игнорисан (помоћ) see also Orlando: A Biography & „Complete text”. Архивирано из оригинала 31. 07. 2018. г. Приступљено 04. 12. 2023.
- — (2000). The Waves. Wordsworth Editions. ISBN 978-1-84022-410-8. Архивирано из оригинала 11. 6. 2020. г. Приступљено 28. 2. 2018. Непознати параметар |orig-date= игнорисан (помоћ) see also The Waves & „Complete text”. Архивирано из оригинала 29. 07. 2018. г. Приступљено 04. 12. 2023.
- — (1936). The Years. Hogarth Press. see also The Years
- — (2014). Between the Acts. Houghton Mifflin Harcourt. ISBN 978-0-544-45178-0. Архивирано из оригинала 11. 6. 2020. г. Приступљено 1. 3. 2018. Непознати параметар |orig-date= игнорисан (помоћ)  see also Between the Acts & „Complete text”. Архивирано из оригинала 05. 12. 2018. г. Приступљено 04. 12. 2023.

#### Кратке приче
- Woolf, Virginia (2016a). The Short Stories of Virginia Woolf. Read Books Limited. ISBN 978-1-4733-6304-5. Архивирано из оригинала 11. 6. 2020. г. Приступљено 8. 2. 2018. Непознати параметар |orig-date= игнорисан (помоћ). see also A Haunted House and Other Short Stories & „Complete text”. Архивирано из оригинала 12. 04. 2018. г. Приступљено 04. 12. 2023.
- — (2015). The Mark on the Wall. Booklassic. ISBN 978-963-522-263-6. Непознати параметар |orig-date= игнорисан (помоћ)[мртва веза] see also The Mark on the Wall & „Complete text”. Архивирано из оригинала 29. 03. 2017. г. Приступљено 04. 12. 2023.
- — (7. 7. 2015). Kew Gardens. Booklassic. ISBN 978-963-522-264-3. Непознати параметар |orig-date= игнорисан (помоћ)[мртва веза] see also Kew Gardens & „Complete text”. Архивирано из оригинала 29. 03. 2017. г. Приступљено 04. 12. 2023.

#### Кросжанровска дела
- Woolf, Virginia (1998). Flush. Oxford University Press. ISBN 978-0-19-283328-0. Архивирано из оригинала 11. 6. 2020. г. Приступљено 4. 3. 2018. Непознати параметар |orig-date= игнорисан (помоћ) see also Flush: A Biography & „Complete text”. Архивирано из оригинала 05. 03. 2018. г. Приступљено 04. 12. 2023.

#### Драме
- Woolf, Virginia (2017). Freshwater: A Comedy by Virginia Woolf (The 1923 & 1935 Editions). Musaicum Books. ISBN 978-80-272-3556-8. Архивирано из оригинала 11. 6. 2020. г. Приступљено 21. 3. 2018. Непознати параметар |orig-date= игнорисан (помоћ) see also Freshwater
- — (1976).  Ruotolo, Lucio, ур. Freshwater: a comedy. Illustrations: Edward Gorey. Harcourt Brace Jovanovich. ISBN 9780151334872. Архивирано из оригинала 11. 6. 2020. г. Приступљено 27. 3. 2018.

#### Биографије
- Woolf, Virginia (2017). Roger Fry: A Biography. Musaicum Books. ISBN 978-80-272-3516-2. Архивирано из оригинала 12. 6. 2020. г. Приступљено 8. 3. 2018. Непознати параметар |orig-date= игнорисан (помоћ) see also Roger Fry: A Biography & Complete text

#### Есеји
- Woolf, Virginia (14. 12. 1904). „Haworth, November 1904”. The Guardian. Архивирано из оригинала 7. 2. 2016. г. Приступљено 8. 3. 2018.
- — (2016). A Room of One's Own. Read Books Limited. ISBN 978-1-4733-6305-2. Архивирано из оригинала 12. 6. 2020. г. Приступљено 5. 3. 2018. Непознати параметар |orig-date= игнорисан (помоћ) see also A Room of One's Own & „Complete text”. Архивирано из оригинала 21. 01. 2013. г. Приступљено 04. 12. 2023.
- — (2017). Mr. Bennett and Mrs. Brown. Virginia Woolf. ISBN 978-88-260-3291-7. Непознати параметар |orig-date= игнорисан (помоћ)[мртва веза] see also Mr. Bennett and Mrs. Brown & „Complete text”. Архивирано из оригинала 28. 03. 2017. г. Приступљено 04. 12. 2023.
- — (2016). A Letter to a Young Poet. Read Books Limited. ISBN 978-1-4733-6307-6. Архивирано из оригинала 12. 6. 2020. г. Приступљено 7. 4. 2018. Непознати параметар |orig-date= игнорисан (помоћ) see also A Letter to a Young Poet & „Complete text”. Архивирано из оригинала 21. 06. 2016. г. Приступљено 04. 12. 2023.
- — (2016). Three Guineas. Read Books Limited. ISBN 978-1-4733-6301-4. Архивирано из оригинала 11. 6. 2020. г. Приступљено 8. 3. 2018. Непознати параметар |orig-date= игнорисан (помоћ) see also Three Guineas & „Complete text”. Архивирано из оригинала 15. 02. 2018. г. Приступљено 04. 12. 2023.

##### Сабрани есеји
- Woolf, Virginia (1986—2011).  McNeillie, Andrew; Clarke, Stuart N., ур. The Essays of Virginia Woolf 6 vols. Random House.
  - — (1986). The Essays of Virginia Woolf Volume Two 1912–1918. Harcourt Brace Jovanovich. ISBN 978-0-15-629055-5. Архивирано из оригинала 11. 6. 2020. г. Приступљено 28. 3. 2018.
    - Ackroyd 1988

  - — (1994). The Essays of Virginia Woolf Volume Four 1925–1928. Harcourt Brace Jovanovich. ISBN 978-0-7012-0666-6. Архивирано из оригинала 12. 6. 2020. г. Приступљено 27. 3. 2018.
  - — (2017). The Essays of Virginia Woolf Volume Five 1929–1932. Random House. ISBN 978-1-4481-8194-0. Архивирано из оригинала 11. 6. 2020. г. Приступљено 20. 4. 2018.
  - — (2011). The Essays of Virginia Woolf Volume Six 1933–1941. Random House. ISBN 978-0-7012-0671-0. Архивирано из оригинала 11. 6. 2020. г. Приступљено 30. 3. 2018.
    - Patten 2011 (Review)
- — (2016b). The Collected Essays and Letters of Virginia Woolf – Including a Short Biography of the Author. Read Books Limited. ISBN 978-1-4733-6310-6. Архивирано из оригинала 11. 6. 2020. г. Приступљено 11. 3. 2018.
- — (2017).  Woolf, Leonard, ур. The Moment & Other Essays (posthumous). Musaicum Books. ISBN 978-80-272-3619-0. Архивирано из оригинала 11. 6. 2020. г. Приступљено 30. 3. 2018. Непознати параметар |orig-date= игнорисан (помоћ) „Complete text”. Архивирано из оригинала 03. 03. 2018. г. Приступљено 04. 12. 2023.
  - The Leaning Tower. 1940. стр. 100ff. Архивирано из оригинала 3. 3. 2018. г. Приступљено 29. 3. 2018.
    - Trilling 1948 (Review)
- — (1950).  Woolf, Leonard, ур. The Captain's death bed: and other essays (posthumous). Hogarth Press. ISBN 9780701204563.. First American edition published by Harcourt, Brace and Company, New York, 1950.
  - — (1932). Leslie Stephen. стр. 67—73. & „also here”. Архивирано из оригинала 11. 06. 2020. г. Приступљено 04. 12. 2023.
  - — (1934). „"Walter Sickert: A Conversation"”. Архивирано из оригинала 06. 03. 2022. г. Приступљено 04. 12. 2023..
- — (2009).  Bradshaw, David, ур. Selected Essays. Oxford University Press. ISBN 978-0-19-955606-9. Архивирано из оригинала 11. 6. 2020. г. Приступљено 2. 2. 2018.
- — (2017). The Greatest Essays of Virginia Woolf. Musaicum Books. ISBN 978-80-272-3514-8. Архивирано из оригинала 11. 6. 2020. г. Приступљено 17. 3. 2018.

#### Доприноси
- Cameron, Julia Margaret (1973).  Powell, Tristram, ур. Victorian photographs of famous men & fair women. Introductions by Virginia Woolf and Roger Fry (Revised изд.). D. R. Godine. ISBN 978-0-87923-076-0. Архивирано из оригинала 11. 6. 2020. г. Приступљено 27. 3. 2018. Непознати параметар |orig-date= игнорисан (помоћ) (Digital edition)

#### Аутобиографска дела
- Woolf, Virginia (2003).  Woolf, Leonard, ур. A Writer's Diary. HMH. ISBN 978-0-547-54691-9. Архивирано из оригинала 11. 6. 2020. г. Приступљено 9. 3. 2018. Непознати параметар |orig-date= игнорисан (помоћ)
  - Auden 1954 (Review)
- — (1985).  Schulkind, Jeanne, ур. Moments of being: unpublished autobiographical writings (2nd изд.). Harcourt Brace Jovanovich. ISBN 978-0-15-162034-0. Архивирано из оригинала 11. 6. 2020. г. Приступљено 16. 2. 2018. Непознати параметар |orig-date= игнорисан (помоћ). (see Moments of Being)

  - Schulkind, Jeanne (2007). Preface to the Second Edition. стр. 6. Bibcode:2007ess..bookD..17M., in Woolf (1985) (excerpts)
  - Schulkind, Jeanne. Introduction. стр. 11—24., in Woolf (1985)
  - Reminiscences. 1908. стр. 25—60.
  - A Sketch of the Past. 1940. стр. 61—160.[а] (excerpts – 1st ed.)
Memoir Club Contributions
    - 22 Hyde Park Gate. 1921. стр. 162—178.
    - Old Bloomsbury. 1922. стр. 179—202.
    - Am I a Snob?. 1936. стр. 203—220.

#### Дневници и белешке
- Woolf, Virginia (1990).  Leaska, Mitchell A, ур. A passionate apprentice: the early journals, 1897–1909. Hogarth Press. ISBN 9780701208455. Архивирано из оригинала 16. 12. 2019. г. Приступљено 20. 4. 2018.
- Woolf, Virginia (2003).  Bradshaw, David, ур. Carlyle's House and Other Sketches. Hesperus Press. ISBN 978-1-84391-055-8.
- Woolf, Virginia (1977—1984).  Bell, Anne Oliver, ур. The Diary of Virginia Woolf 5 vols. Houghton Mifflin.
  - — (1979). The Diary of Virginia Woolf Volume One 1915–1919. HarperCollins Publishers. ISBN 978-0-544-31037-7. Архивирано из оригинала 11. 6. 2020. г. Приступљено 1. 3. 2018.
  - — (1981). The Diary of Virginia Woolf Volume Two 1920–1924. Harcourt Brace Jovanovich. ISBN 978-0-14-005283-1. Архивирано из оригинала 4. 2. 2021. г. Приступљено 5. 6. 2020.
  - — (1978). The Diary of Virginia Woolf Volume Three 1925–1930. Harcourt Brace Jovanovich. ISBN 9780151255993. Архивирано из оригинала 11. 6. 2020. г. Приступљено 13. 3. 2018.
  - — (1985). The Diary of Virginia Woolf Volume Five 1936–1941. Houghton Mifflin Harcourt. ISBN 978-0-15-626040-4. Архивирано из оригинала 11. 6. 2020. г. Приступљено 9. 3. 2018.
- — (2008).  Rosenbaum, S. P., ур. The Platform of Time: Memoirs of Family and Friends. Hesperus Press. ISBN 978-1-84391-711-3. Архивирано из оригинала 12. 6. 2020. г. Приступљено 9. 3. 2018.

#### Преписка, писма
- — (1975—1980).  Nicolson, Nigel; Banks, Joanne Trautmann, ур. The Letters of Virginia Woolf 6 vols.. New York: Harcourt Brace Jovanovich. ISBN 9780151509263.
  - — (1977). The Letters of Virginia Woolf Volume One 1888–1912. Harcourt Brace Jovanovich. ISBN 978-0-15-650881-0. Архивирано из оригинала 11. 6. 2020. г. Приступљено 9. 4. 2018.
    - „Shut up in the Dark (Letter 531: Vanessa Bell, July 28, 1910)”. The Paris Review. 25. 1. 2017. Архивирано из оригинала 11. 4. 2018. г. Приступљено 10. 4. 2018.

  - — (1982). The Letters of Virginia Woolf Volume Two 1912–1922. Harvest/HBJ Books. ISBN 978-0-15-650882-7. Архивирано из оригинала 11. 6. 2020. г. Приступљено 9. 4. 2018.
  - — (1975). The Letters of Virginia Woolf Volume Three 1923–1928. Harcourt Brace Jovanovich. ISBN 978-0-15-150926-3. Архивирано из оригинала 11. 6. 2020. г. Приступљено 30. 3. 2018.
  - — (1979). The Letters of Virginia Woolf Volume Four 1929–1931. Harcourt Brace Jovanovich. ISBN 978-0-15-150927-0. Архивирано из оригинала 12. 6. 2020. г. Приступљено 13. 4. 2018.
    - Edel 1979 (Review)

  - — (1982). The Letters of Virginia Woolf Volume Five 1932–1935. Harcourt Brace Jovanovich. ISBN 978-0-15-650886-5. Архивирано из оригинала 11. 6. 2020. г. Приступљено 22. 2. 2018.

#### Фотоалбуми
- Woolf, Virginia (1983). „Virginia Woolf Monk's House photographs, ca. 1867–1967 (MS Thr 564)” (Guide). Harvard Theatre Collection, Houghton Library, Harvard Library. Архивирано из оригинала 2. 2. 2018. г. Приступљено 31. 12. 2017.
  - „List of Album Guides”. Архивирано из оригинала 11. 06. 2020. г. Приступљено 04. 12. 2023.

1. „Album 1 MS Thr 557 (1863–1938)”. Архивирано из оригинала 02. 02. 2018. г. Приступљено 04. 12. 2023.
2. „Album 2 MS Thr 559 (1909–1922)”. Архивирано из оригинала 02. 02. 2018. г. Приступљено 04. 12. 2023.
3. „Album 3 MS Thr 560 (1890–1933)”. Архивирано из оригинала 28. 01. 2018. г. Приступљено 04. 12. 2023.
4. „Album 4 MS Thr 561 (1890–1947)”. Архивирано из оригинала 31. 01. 2018. г. Приступљено 04. 12. 2023.
5. „Album 5 MS Thr 562 (1892–1938)”. Архивирано из оригинала 02. 02. 2018. г. Приступљено 04. 12. 2023.
6. „Album 6 MS Thr 563 (1850–1900)”. Архивирано из оригинала 02. 02. 2018. г. Приступљено 04. 12. 2023.

#### Сабрана, изабрана дела
- Woolf, Virginia (2013). Delphi Complete Works of Virginia Woolf (Illustrated). Delphi Classics. ISBN 978-1-908909-19-0. Архивирано из оригинала 11. 6. 2020. г. Приступљено 2. 2. 2018.
- — (2015). „eBooks@Adelaide”. Library of University of Adelaide. Архивирано из оригинала 12. 4. 2018. г. Приступљено 14. 2. 2018.
- — (2017a). The Complete Works of Virginia Woolf. Musaicum Books. ISBN 978-80-272-1784-7. Архивирано из оригинала 11. 6. 2020. г. Приступљено 18. 3. 2018.
- — (2007). „Virginia Woolf”. Project Gutenberg Australia. Архивирано из оригинала 26. 3. 2018. г. Приступљено 27. 3. 2018.

### Књиге и тезе
- Batchelor, John, ур. (1995). The Art of Literary Biography. Clarendon Press. ISBN 978-0-19-818289-4.
- Beauvoir, Simone de (2015) [1949]. The Second Sex (Vintage Feminism Short Edition). Random House. ISBN 978-1-4735-2191-9. see also The Second Sex
- Benstock, Shari, ур. (1988). The Private Self: Theory and Practice of Women's Autobiographical Writings. UNC Press Books. ISBN 978-0-8078-4218-8.
- Brooker, Peter (2004). Bohemia in London: The Social Scene of Early Modernism. Palgrave Macmillan. ISBN 978-0-230-28809-6.
- Burstyn, Joan N. (2016) [1980]. Victorian Education and the Ideal of Womanhood. Taylor & Francis. ISBN 978-1-315-44430-7.
- Eagle, Dorothy S.; Carnell, Hilary, ур. (1981) [1977]. The Oxford Illustrated Literary Guide to Great Britain and Ireland (2nd изд.). Oxford University Press. ISBN 978-0-19-869125-9.
- Ender, Evelyne (2005). Architexts of Memory: Literature, Science, and Autobiography. University of Michigan Press. ISBN 978-0-472-03104-7.
- Hirsch, Marianne (1989). The Mother / Daughter Plot: Narrative, Psychoanalysis, Feminism. Indiana University Press. ISBN 978-0-253-11575-1.
- Jaillant, Lise (2017). Cheap Modernism: Expanding Markets, Publishers' Series and the Avant-Garde. Edinburgh University Press. ISBN 978-1-4744-1724-2.
  - 'Classics behind Plate Glass': the Hogarth Press and the Uniform Edition of the Works of Virginia Woolf. стр. 120—139.
- Mandler, Peter; Pedersen, Susan, ур. (2005). After the Victorians: Private Conscience and Public Duty in Modern Britain. Routledge. ISBN 978-1-134-91178-3.
- Oliver, Vanessa (2013). Healing Home: Health and Homelessness in the Life Stories of Young Women. University of Toronto Press. ISBN 978-1-4426-6236-0.
- Olson, Liesl (2009). Modernism and the Ordinary. Oxford University Press. ISBN 978-0-19-970972-4.
- Parkes, Adam (2011). A Sense of Shock: The Impact of Impressionism on Modern British and Irish Writing. Oxford University Press, USA. ISBN 978-0-19-538381-2.
- Parmar, Priya (2015). Vanessa and Her Sister. Doubleday Canada. ISBN 978-0-385-68134-6.
- Prince, Tracy J. (2012). Culture Wars in British Literature: Multiculturalism and National Identity. McFarland. ISBN 978-0-7864-6294-0.
- Prins, Yopie (2017). Ladies' Greek: Victorian Translations of Tragedy. Princeton University Press. ISBN 978-1-4008-8574-9.
- Ramazanoglu, Caroline; Holland, Janet (2002). Feminist Methodology: Challenges and Choices. SAGE Publications. ISBN 978-0-7619-5123-0.
- Richardson, Dorothy (2014) [1915].  Ross, Stephen; Thomson, Tara, ур. Pointed Roofs. Broadview Press. ISBN 978-1-77048-538-9.
- Rosner, Victoria (2008). Modernism and the Architecture of Private Life. Columbia University Press. ISBN 978-0-231-13305-0.
- Sellers, Susan (2010). Vanessa & Virginia: A Novel. Boston: Houghton Mifflin Harcourt. ISBN 978-0-547-39388-9.
- Sheppard, FHW, ур. (1975). Survey of London. Vol. 38. South Kensington Museums Area. London: Institute of Historical Research (British History Online). ISBN 978-0-485-48238-6. see also Survey of London
- Shukla, Bhaskar A. (2007). Feminism:From Mary Wollstonecraft To Betty Friedan. Sarup & Sons. ISBN 978-81-7625-754-1.
- Snodgrass, Mary Ellen, ур. (2013). Encyclopedia of Feminist Literature (2nd изд.). Infobase Learning. ISBN 978-1-4381-4064-3.
- Stephen, Julia D. (1987).  Steele, Elizabeth; Gillespie, Dianne F, ур. Julia Duckworth Stephen: Stories for Children, Essays for Adults. Syracuse University Press. ISBN 978-0-8156-2592-6.
  - Broughton, Panthea Reid (1989). „Julia Stephen's Prose: An Unintentional Self-Portrait”. English Literature in Transition, 1880-1920 (Review). 22 (1): 125—128.
- Stuart, Christopher; Todd, Stephanie, ур. (2009). New Essays on Life Writing and the Body. Cambridge Scholars Publishing. ISBN 978-1-4438-0803-3.
- Zimring, Rishona (2016). Social Dance and the Modernist Imagination in Interwar Britain. Taylor & Francis. ISBN 978-1-351-89959-8.

#### Биографија
- Acheson, James, ур. (2017). Virginia Woolf. Palgrave Macmillan. ISBN 978-1-137-43083-0.[мртва веза]
- Bell, Quentin (1972). Virginia Woolf: A Biography. Harcourt Brace Jovanovich. ISBN 978-0-15-693580-7.
  - Vol. I: Virginia Stephen 1882 to 1912. London: Hogarth Press. 1972.
  - Vol. II: Virginia Woolf 1912 to 1941. London: Hogarth Press. 1972.
- Bishop, Edward (1988). A Virginia Woolf Chronology. Palgrave Macmillan UK. ISBN 978-1-349-07881-3.
- Bond, Alma Halbert (2000). Who Killed Virginia Woolf?: A Psychobiography. Insight Books Human Sciences. ISBN 978-0-595-00205-4.
  - Poole, Roger (1991). „Virginia Woolf: The Impact of Childhood Sexual Abuse on Her Life and Work, and: Who Killed Virginia Woolf?: A Psychobiography, and: Virginia Woolf: A Study of the Short Fiction, and: Virginia Woolf: Strategist of Language”. MFS Modern Fiction Studies (Review). 37 (2): 300—305. doi:10.1353/mfs.0.0773.
- Boynton, Victoria; Malin, Jo, ур. (2005). Encyclopedia of Women's Autobiography: Volume 2 K-Z. Greenwood Press. ISBN 978-0-313-32739-1.
- Brackenbury, Rosalind (2018). Miss Stephen's Apprenticeship: How Virginia Stephen Became Virginia Woolf. University of Iowa Press. ISBN 978-1-60938-551-4.
- Briggs, Julia (2006). Virginia Woolf: An Inner Life. Harcourt. ISBN 978-0-15-603229-2.
- Cafiero, Giuseppe (2018). Virginia Woolf: The Ambiguity of Feeling. AuthorHouse UK. ISBN 978-1-5462-8594-6.
- Curtis, Vanessa (2002). Virginia Woolf's Women. University of Wisconsin Press. ISBN 978-0-299-18340-0.
- Curtis, Anthony (2006). Virginia Woolf: Bloomsbury & Beyond. Haus Publishing. ISBN 978-1-904950-23-3.
- Czarnecki, Kristin; Rohman, Carrie, ур. (2011). Virginia Woolf and the Natural World. Liverpool University Press. ISBN 978-1-942954-14-9.
- Dalsimer, Katherine (2008) [2001]. Virginia Woolf: Becoming a Writer. Yale University Press. ISBN 978-0-300-13376-9.
- Dally, Peter John (1999). Virginia Woolf: The Marriage of Heaven and Hell. Robson Books. ISBN 978-1-86105-219-3.
- DeSalvo, Louise A. (1989). Virginia Woolf: The Impact of Childhood Sexual Abuse on Her Life and Work. Women's Press. ISBN 978-0-7043-5042-7.
  - Beattie, L. Elisabeth (23. 7. 1989). „In short”. New York Times (Review).
  - Poole, Roger (1991). „Virginia Woolf: The Impact of Childhood Sexual Abuse on Her Life and Work, and: Who Killed Virginia Woolf?: A Psychobiography, and: Virginia Woolf: A Study of the Short Fiction, and: Virginia Woolf: Strategist of Language”. MFS Modern Fiction Studies (Review). 37 (2): 300—305. doi:10.1353/mfs.0.0773.
- Dunn, Jane (1990). A Very Close Conspiracy: Vanessa Bell and Virginia Woolf. Random House. ISBN 978-1-4464-3465-9. (additional excerpts)
- Forrester, Viviane (2015). Virginia Woolf: A Portrait. Columbia University Press. ISBN 978-0-231-53512-0.
- Froula, Christine (2005). Virginia Woolf and the Bloomsbury Avant-Garde: War, Civilization, Modernity. Columbia University Press. ISBN 978-0-231-50878-0.
- Goldman, Jane (2006). The Cambridge Introduction to Virginia Woolf. Cambridge University Press. ISBN 978-1-139-45788-0.
- Gordon, Lyndall (1984). Virginia Woolf: A Writer's Life. Oxford University Press. ISBN 978-0-19-811723-0.
- Hall, Sarah M. (2006). Before Leonard: The Early Suitors of Virginia Woolf. Peter Owen. ISBN 978-0-7206-1222-6.
- — (2007). The Bedside, Bathtub & Armchair Companion to Virginia Woolf and Bloomsbury. Bloomsbury Academic. ISBN 978-0-8264-8675-2.
- Harris, Alexandra (2011). Virginia Woolf. Thames & Hudson. ISBN 978-0-500-77097-9.
  - Hadley, Tessa (21. 10. 2011). „Virginia Woolf by Alexandra Harris”. The Guardian (Review).
- Holtby, Winifred (2007) [1932]. Virginia Woolf: a critical memoir. London: Bloomsbury. ISBN 9780826494436.
- Humm, Maggie (2006). Snapshots of Bloomsbury: The Private Lives of Virginia Woolf and Vanessa Bell. Rutgers University Press. ISBN 978-0-8135-3706-1.
- King, James (1995). Virginia Woolf. New York: Norton. ISBN 978-0-393-03748-7.
- Leaska, Mitchell A. (2000). Granite and Rainbow: The Hidden Life of Virginia Woolf. Cooper Square Publishing, LLC. ISBN 978-0-8154-1047-8.
- Lee, Hermione (1999) [1996]. Virginia Woolf. Vintage Books. ISBN 978-0-375-70136-8. (excerpt - Chapter 1)
  - Merkin, Daphne (8. 6. 1997). „This Loose, Drifting Material of Life”. New York Times (Review). Приступљено 12. 3. 2018.
- Levenback, Karen L. (1999). Virginia Woolf and the Great War. Syracuse University Press. ISBN 978-0-8156-0546-1.
- Licence, Amy (2015). Living in Squares, Loving in Triangles: The Lives and Loves of Virginia Woolf and the Bloomsbury Group. Amberley Publishing Limited. ISBN 978-1-4456-4579-7.
- Nadel, Ira (2016). Virginia Woolf. Reaktion Books. ISBN 978-1-78023-712-1.
- Nicolson, Nigel (2000). Virginia Woolf. Penguin Publishing Group. ISBN 978-1-4406-7921-6.
  - Sweeney, Aoibheann (17. 12. 2000). „Back to Bloomsbury”. New York Times (Review). with excerpt
- Pearce, Brian Louis (2007). Virginia Woolf and the Bloomsbury Group in Twickenham. Borough of Twickenham Local History Society. стр. 7. ISBN 978-0-903341-80-6.
- Poole, Roger (1995) [1978]. The Unknown Virginia Woolf. Cambridge University Press Archive. ISBN 978-0-521-48402-2.
- Reid, Panthea (1996). Art and Affection: A Life of Virginia Woolf. Oxford University Press. ISBN 978-0-19-510195-9.
- Rose, Phyllis (1979). Woman of Letters: A Life of Virginia Woolf. Oxford University Press. ISBN 978-0-19-502621-4.
- Rosenman, Ellen Bayuk (1986). The Invisible Presence: Virginia Woolf and the Mother-daughter Relationship. Louisiana State University Press. ISBN 978-0-8071-1290-8.
  - Caramagno, Thomas C. (1989). „Review of Virginia Woolf and the Real World; The Invisible Presence: Virginia Woolf and the Mother-Daughter Relationship”. Modern Philology (Review). 86 (3): 324—328. JSTOR 438044.
- Silver, Brenda R. (1999). Virginia Woolf Icon. University of Chicago Press. ISBN 978-0-226-75746-9.
- Snaith, Anna, ур. (2007). Palgrave Advances in Virginia Woolf Studies. Palgrave Macmillan UK. ISBN 978-0-230-20604-5.
- Spalding, Frances (2014). Virginia Woolf: Art, Life and Vision (Exhibition catalogue). National Portrait Gallery, London. ISBN 978-1-85514-481-1.
- Squier, Susan Merrill (1985). Virginia Woolf and London: The Sexual Politics of the City. University of North Carolina Press. ISBN 978-1-4696-3991-8.
- Streufert, Mary J. (8. 6. 1988). Measures of reality: the religious life of Virginia Woolf (MA thesis). Oregon State University.
- Wilson, Jean Moorcroft (1987). Virginia Woolf Life and London. A Biography of Place. Cecil Woolf. (Illustrations of Woolf's London homes are excerpted at UAH 2018.)

##### Ментално здравље
- Bennett, Maxwell (2013). Virginia Woolf and Neuropsychiatry. Springer Science & Business Media. ISBN 978-94-007-5748-6. additional excerpts
- Bond, Alma Halbert (2000). Who Killed Virginia Woolf?: A Psychobiography. Insight Books Human Sciences. ISBN 978-0-595-00205-4.
  - Poole, Roger (1991). „Virginia Woolf: The Impact of Childhood Sexual Abuse on Her Life and Work, and: Who Killed Virginia Woolf?: A Psychobiography, and: Virginia Woolf: A Study of the Short Fiction, and: Virginia Woolf: Strategist of Language”. MFS Modern Fiction Studies (Review). 37 (2): 300—305. doi:10.1353/mfs.0.0773.
- Caramagno, Thomas C. (1992). The Flight of the Mind: Virginia Woolf's Art and Manic-Depressive Illness. University of California Press. ISBN 978-0-520-93512-9. (summary)
- Drummer, Carlee Rader (1989). The Broken Chrysalis: Virginia Woolf's Grieved Grief (PhD thesis). State University of New York at Stony Brook.
- Jamison, Kay Redfield (1996). Touched With Fire. Simon and Schuster. ISBN 978-1-4391-0663-1.[мртва веза] see also Touched with Fire
- Meyer, Robert G.; Osborne, Yvonne Hardaway (1982). Case Studies in Abnormal Behavior. Allyn and Bacon. ISBN 978-0-205-07744-1.
- Montross, Christine (2014). Falling into the Fire. Oneworld Publications. ISBN 978-1-78074-367-7.
- Panken, Shirley (1987). Virginia Woolf and the "Lust of Creation": A Psychoanalytic Exploration. SUNY Press. ISBN 978-0-88706-200-1.
- Szasz, Thomas (2011). My Madness Saved Me: The Madness and Marriage of Virginia Woolf. Transaction Publishers. ISBN 978-1-4128-0945-0.
- Trombley, Stephen (октобар 1980). Virginia Woolf and her doctors (PDF) (PhD thesis). University of Nottingham.
- Trombley, Stephen (1981). All that Summer She was Mad: Virginia Woolf and Her Doctors. London: Junction Books. ISBN 978-0-86245-039-7.
- Webb, Ruth (2000). Virginia Woolf. British Library.

#### Друго
- Bell, Vanessa (1993).  Marler, Regina, ур. The Selected Letters of Vanessa Bell. Pantheon Books. ISBN 978-0-679-41939-6.
  - Marler, Regina. Biographical introduction. стр. xvii—xviii.
- Bennett, Mary (2002). Who was Dr Jackson?: Two Calcutta Families, 1830-1855. BACSA. ISBN 978-0-907799-78-8.
  - Vogeler, Martha S. (11. 7. 2014). „Bennett, Mary. Who Was Dr. Jackson? Two Calcutta Families: 1830–1855. London: British Association for Cemeteries in South Asia. 2002. Pp. xv, 116. £12. ISBN 0-90779-9-78-71”. Albion (Review). 36 (2): 388—389. JSTOR 4054289. doi:10.2307/4054289.
- Bicknell, John W, ур. (1996). Selected Letters of Leslie Stephen: Volume 1. 1864-1882. Basingstoke: Macmillan. ISBN 9781349248872.
- Bicknell, John W, ур. (1996). Selected Letters of Leslie Stephen: Volume 2. 1882-1904. Ohio State University Press. ISBN 978-0-8142-0691-1.
- Bloom, Abigail Burnham; Maynard, John, ур. (1994). Anne Thackeray Ritchie: Journals and letters. Columbus: Ohio State University Press. ISBN 9780814206386.
- Brooke, Rupert; Strachey, James (1998).  Hale, Keith, ур. Friends and Apostles: The Correspondence of Rupert Brooke and James Strachey, 1905-1914. Yale University Press. ISBN 978-0-300-07004-0.
- Curtis, Anthony (2002). Before Bloomsbury: the 1890s diaries of three Kensington ladies : Margaret Lushington, Stella Duckworth and Mildred Massingberd. The Eighteen Nineties Society. ISBN 978-0-905744-28-5.
- Delany, Paul (2015). Fatal Glamour: The Life of Rupert Brooke. MQUP. ISBN 978-0-7735-8278-1.
- Garnett, Angelica (2011) [1985]. Deceived With Kindness. Random House. ISBN 978-1-4464-7525-6.
- Garnett, Henrietta (2004). Anny: A Life of Anny Thackeray Ritchie. London: Chatto & Windus. ISBN 978-0-7011-7129-2.
  - Lee, Hermione (10. 1. 2004). „A perfect match”. The Guardian (Review).
- Glendinning, Victoria (2006). Leonard Woolf: A Biography. Simon and Schuster. ISBN 978-0-7432-4653-8.
  - Messud, Claire (10. 12. 2006). „The Husband”. New York Times (Review). Приступљено 14. 2. 2018.
- Jones, Nigel (2014) [1999 Metro Books]. Rupert Brooke: Life, Death and Myth. Head of Zeus. ISBN 978-1-78185-715-1.
  - Parker, Peter (23. 10. 1999). „Rupert Brooke: a bundle of prejudice and insanity?”. The Daily Telegraph (Review). Приступљено 10. 4. 2018.
- Knights, Sarah (2015). Bloomsbury's Outsider: A Life of David Garnett. Bloomsbury Publishing. ISBN 978-1-4482-1544-7.
  - Taylor, D. J. (23. 7. 2015). „Bloomsbury’s Outsider: A Life of David Garnett by Sarah Knights”. The Guardian (Review).
  - Wade, Francesca (26. 6. 2015). „Dangerous liaisons among the Bloomsbury set”. Daily Telegraph (Review).
- Llewellyn-Jones, Rosie (2017). The Louisa Parlby Album: Watercolours from Murshidabad 1795–1803 (PDF) (Exhibition catalogue: 23 October – 1 December 2017). London: Francesca Galloway. ISBN 978-0-956-914-767.
- Maitland, Frederic William (1906). The life and letters of Leslie Stephen. London: Duckworth & Co. Приступљено 2. 1. 2018.
- Moggridge, Donald Edward (1992). Maynard Keynes: An Economist's Biography. Psychology Press. ISBN 978-0-415-05141-5.
- Olsen, Victoria (2003). From Life: Julia Margaret Cameron & Victorian Photography. Palgrave Macmillan. ISBN 978-1-4039-6019-1.
- Read, Mike (2015). Forever England: The Life of Rupert Brooke. Biteback Publishing. ISBN 978-1-84954-866-3.
- Rose, Phyllis (1983). Parallel Lives: Five Victorian Marriages. Vintage Books. ISBN 978-0-394-72580-2.
- Spalding, Frances (2010). Gwen Raverat: Friends, Family and Affections. Random House. ISBN 978-1-4090-2941-0.
- Stephen, Virginia; Stephen, Vanessa; Stephen, Thoby (2005). Hyde Park Gate News: The Stephen Family Newspaper. Hesperus Press. ISBN 978-1-84391-701-4.
  - „'Hyde Park Gate News', a magazine by Virginia Woolf and Vanessa Bell”. Collection items (Manuscript). British Library. Архивирано из оригинала 17. 06. 2019. г. Приступљено 9. 1. 2018.
- Tolley, Christopher (1997). Domestic Biography: The Legacy of Evangelicalism in Four Nineteenth-century Families. Clarendon Press. ISBN 978-0-19-820651-4.
- Venn, John (2012) [1904 Macmillan, London]. Annals of a Clerical Family: Being Some Account of the Family and Descendants of William Venn, Vicar of Otterton, Devon, 1600-1621. Cambridge University Press. ISBN 978-1-108-04492-9. also Internet archive
- Wilson, Scott (2016). Resting Places: The Burial Sites of More Than 14,000 Famous Persons (3rd изд.). McFarland & Company. ISBN 978-1-4766-2599-7.
- Wolf, Sylvia, ур. (1998). Julia Margaret Cameron's Women. Art Institute of Chicago. ISBN 978-0-300-07781-0. also available through MOMA here
- Woolf, Leonard (1989) [1962]. Growing: an autobiography of the years 1904 to 1911. Harcourt Brace Jovanovich. ISBN 978-0-15-637215-2.
- — (1975) [1964]. Beginning Again: An Autobiography of the Years 1911 to 1918. Harcourt Brace Jovanovich. ISBN 978-0-15-611680-0.

#### Књижевни коментари
- Alexander, Christine; McMaster, Juliet, ур. (2005). The Child Writer from Austen to Woolf. Cambridge University Press. ISBN 978-0-521-81293-1.
- Barrett, Eileen; Cramer, Patricia, ур. (1997). Virginia Woolf: Lesbian Readings. NYU Press. ISBN 978-0-8147-1263-4.
  - Cramer, Patricia. Lesbian readings of Woolf's novels: Introduction. стр. 117—127.[мртва веза]
- Bloom, Harold, ур. (2009). Virginia Woolf. Infobase Publishing. ISBN 978-1-4381-1548-1.
- Beja, Morris (1985). Critical essays on Virginia Woolf. G.K. Hall. ISBN 978-0-8161-8753-9.
- Berman, Jessica, ур. (2016). A Companion to Virginia Woolf. Wiley. ISBN 978-1-118-45790-0.
- Blair, Emily (2012). Virginia Woolf and the Nineteenth-Century Domestic Novel. SUNY Press. ISBN 978-0-7914-7992-6.
- Blamires, Harry (1983). A Guide to Twentieth Century Literature in English. Methuen. ISBN 978-0-416-36450-7.
- Booth, Alison (1992). Greatness Engendered: George Eliot and Virginia Woolf. Cornell University Press. ISBN 978-0-8014-9930-2.
- Briggs, Julia (2006). Reading Virginia Woolf. Edinburgh University Press. ISBN 978-0-7486-2695-3.
- Bunyan, David (1970). Virginia Woolf's views of consciousness in relation to art and life (MLitt thesis). Department of English Studies, Durham University.
- Dalgarno, Emily (2007). Virginia Woolf and the Visible World. Cambridge University Press. ISBN 978-0-521-03360-2.
- Ellis, Steve (2007). Virginia Woolf and the Victorians. Cambridge University Press. ISBN 978-1-139-46896-1. (additional excerpts)
- Goldman, Jane (2001). The Feminist Aesthetics of Virginia Woolf: Modernism, Post-Impressionism, and the Politics of the Visual. Cambridge University Press. ISBN 978-0-521-79458-9.
- Gruber, Ruth (2012) [2005]. Virginia Woolf: The Will to Create as a Woman. Open Road Media. ISBN 978-1-4532-4864-5.
- Hague, Angela (2003). Fiction, Intuition, & Creativity: Studies in Brontë, James, Woolf, and Lessing. CUA Press. ISBN 978-0-8132-1314-9.
- Hill-Miller, Katherine (2001). From the Lighthouse to Monk's House: A Guide to Virginia Woolf's Literary Landscapes. Duckworth. ISBN 978-0-7156-2995-6.
- Humm, Maggie, ур. (2010). Edinburgh Companion to Virginia Woolf and the Arts. Edinburgh University Press. ISBN 978-0-7486-3553-5.
- Hussey, Mark (1991). Virginia Woolf and war: fiction, reality, and myth. Syracuse University Press. ISBN 978-0-8156-2537-7.
- Kirkpatrick, Brownlee Jean; Clarke, Stuart N. (1997). A Bibliography of Virginia Woolf. Clarendon Press. ISBN 978-0-19-818383-9.
- Koutsantoni, Dr Katerina (2013). Virginia Woolf's Common Reader. Ashgate Publishing, Ltd. ISBN 978-1-4094-7526-2.
- Latham, Sean (2003). "Am I a Snob?": Modernism and the Novel. Cornell University Press. ISBN 978-0-8014-8841-2.
  - Hite, Molly (11. 3. 2004). „Am I a Snob? Modernism and the Novel”. Modernism/modernity (Review). 11 (1): 190—192. ISSN 1080-6601. doi:10.1353/mod.2004.0011.
- Lee, Hermione (1977). The novels of Virginia Woolf. Holmes & Meier.
- Madden, Mary C (31. 3. 2006). Virginia Woolf and the persistent question of class: The protean nature of class and self (PhD thesis). Department of English, University of South Florida.
- Majumdar, Robin; McLaurin, Allen (2003) [1975]. Virginia Woolf: The critical heritage. Routledge. ISBN 978-1-134-72404-8.
- Martin, Ann; Holland, Kathryn, ур. (јун 2013). Interdisciplinary / Multidisciplinary Woolf: Selected Papers from the Twenty-Second Annual International Conference on Virginia Woolf. Liverpool University Press. ISBN 978-0-9890826-2-4.
- Miller, C. Ruth (1988). Virginia Woolf: The Frames of Art and Life. Palgrave Macmillan UK. ISBN 978-1-349-19595-4.
- Paul, Janis M. (1987). The Victorian heritage of Virginia Woolf: the external world in her novels. Pilgrim Books. ISBN 978-0-937664-73-5.
- Randall, Bryony; Goldman, Jane, ур. (2012). Virginia Woolf in Context. Cambridge University Press. ISBN 978-1-107-00361-3.
- Rhydderch, Francesca (2000). Cultural translations: A comparative critical study of Kate Roberts and Virginia Woolf (PDF) (PhD thesis). University of Wales, Aberystwyth. Архивирано из оригинала (PDF) 30. 9. 2017. г. Приступљено 5. 1. 2019.
- Ryan, Derek; Bolaki, Stella, ур. (2012). Contradictory Woolf. Liverpool University Press. ISBN 978-1-942954-11-8.
- Sellers, Susan (2010). The Cambridge Companion to Virginia Woolf. Cambridge University Press. ISBN 978-0-521-89694-8.
- Sim, Lorraine (2016). Virginia Woolf: The Patterns of Ordinary Experience. Routledge. ISBN 978-1-317-00160-7.
  - Introduction (PDF). стр. 1—26.
- Simpson, Kathryn (2016). Woolf: A Guide for the Perplexed. Bloomsbury Publishing. ISBN 978-1-4725-9068-8.
- Transue, Pamela J. (1986). Virginia Woolf and the Politics of Style. Albany, NY: SUNY Press. ISBN 978-1-4384-2228-2.
- Zamith, Maria Cândida; Flora, Luísa, ур. (2007). Virginia Woolf: Three Centenary Celebrations. Universidade do Porto. ISBN 978-972-8932-23-7. additional excerpt
- Zink, Suzana (2018). Virginia Woolf's Rooms and the Spaces of Modernity. Springer Nature. ISBN 978-3-319-71909-2.
- Zwerdling, Alex (1986). Virginia Woolf and the Real World. University of California Press. ISBN 978-0-520-06184-2.
  - Caramagno, Thomas C. (1989). „Review of Virginia Woolf and the Real World, ; The Invisible Presence: Virginia Woolf and the Mother-Daughter Relationship”. Modern Philology (Review). 86 (3): 324—328. JSTOR 438044.
  - Middleton, Victoria (1987). „Alex Zwerdling: Virginia Woolf and the Real World”. Rocky Mountain Review of Language and Literature. 41 (4): 277—278. doi:10.2307/1347313.
  - Pearce, Richard (јесен 1987). „Review: Virginia Woolf's Reality”. Novel: A Forum on Fiction (Review). 21 (1): 93—96. JSTOR 1345993. doi:10.2307/1345993.